# Kenji Sakaguchi
Kenji Sakaguchi (født 5. marts 1975) er en tidligere japansk fodboldspiller.
Han har spillet for flere forskellige klubber i sin karriere, herunder Urawa Reds.